# Lajthizë
Lajthizë – wieś położona w północnej części Albanii w gminie Qafë-Mali. Wieś znajduje się 89 kilometrów od stolicy państwa, Tirany.

## Demografia
Według spisu ludności z 1989 roku we wsi Lajthizë mieszkało 206 mieszkańców.